# Margaret Early
Margaret Early (Birmingham (Alabama), 25 décembre 1919 - Laguna Beach (Californie) 29 novembre 2000) est une actrice de cinéma américaine, active à Hollywood pendant les années 1930 et 1940.

## Filmographie partielle
- 1938 : Swing That Cheer de Harold D. Schuster
- 1939 : André Hardy détective (Judge Hardy and Son) de George B. Seitz
- 1940 : Forty Little Mothers de Busby Berkeley
- 1941 : Âge ingrat (Small Town Deb) de Harold D. Schuster
- 1944 : Trois c'est une famille (Three Is a Family) d'Edward Ludwig
- 1946 : Cinderella Jones de Busby Berkeley